# Aleksandrina Naydenova
Aleksandrina Naydenova (Bulgaars: Александрина Найденова) (Plovdiv, 29 februari 1992) is een voormalig tennisspeelster uit Bulgarije. Zij begon met tennis toen zij zes jaar oud was. Haar favoriete ondergrond is gravel. Zij speelt rechtshandig en heeft een tweehandige backhand. Zij was actief in het proftennis van 2007 tot en met 2019. In 2020 werd zij voor het leven geschorst vanwege match-fixing.

## Loopbaan
In januari 2014 speelde zij haar eerste grandslamtoernooi, in het dubbelspel op het Australian Open samen met de Braziliaanse Teliana Pereira.
Naydenova stond in 2017 voor het eerst in een WTA-finale, op het toernooi van Bol, samen met de Macedonische Lina Gjorcheska – zij verloren van het koppel Chuang Chia-jung en Renata Voráčová.
In december 2019 werd Naydenova op non-actief gesteld, en in november 2020 werd zij voor het leven geschorst vanwege match-fixing.

## Posities op deWTA-ranglijst
Positie per einde seizoen:
| jaar | rang enkelspel | rang dubbelspel |
| ---- | -------------- | --------------- |
| 2007 | 1076           | –               |
| 2008 | 773            | 687             |
| 2009 | 753            | 918             |
| 2010 | 875            | 1026            |
| 2011 | 312            | 430             |
| 2012 | 275            | 186             |
| 2013 | 384            | 169             |
| 2014 | 369            | 242             |
| 2015 | 299            | 299             |
| 2016 | 243            | 99              |
| 2017 | 361            | 111             |
| 2018 | 442            | 424             |
| 2019 | 229            | 337             |

## Palmares
| Legenda                 |
| ----------------------- |
| Grandslamtoernooi       |
| Olympische Spelen       |
| Year-End Championships  |
| Premier Mandatory       |
| Premier Five / WTA 1000 |
| Premier / WTA 500       |
| International / WTA 250 |
| Challenger / WTA 125    |

### WTA-finaleplaatsen enkelspel
geen

### WTA-finaleplaatsen vrouwendubbelspel
| nr.              | finale     | toernooi | ondergrond | partner         | tegenstandsters                  | score    |         |
| ---------------- | ---------- | -------- | ---------- | --------------- | -------------------------------- | -------- | ------- |
| gewonnen finales |            |          |            |                 |                                  |          |         |
| geen             |            |          |            |                 |                                  |          |         |
| verloren finales |            |          |            |                 |                                  |          |         |
| 1.               | 2017-06-11 | WTA Bol  | gravel     | Lina Gjorcheska | Chuang Chia-jung Renata Voráčová | 4-6, 2-6 | details |

## Resultaten grandslamtoernooien
| Legenda | Legenda                          |
| ------- | -------------------------------- |
| g.t.    | geen toernooi gehouden           |
| l.c.    | lagere categorie                 |
| –       | niet deelgenomen                 |
| G       | uitgeschakeld in de groepsfase   |
| 1R      | uitgeschakeld in de eerste ronde |
| 2R      | uitgeschakeld in de tweede ronde |
| 3R      | uitgeschakeld in de derde ronde  |
| 4R      | uitgeschakeld in de vierde ronde |
| KF      | uitgeschakeld in de kwartfinale  |
| HF      | uitgeschakeld in de halve finale |
| F       | de finale verloren               |
| W       | het toernooi gewonnen            |
| w-v     | winst/verlies-balans             |

### Vrouwendubbelspel
| toernooi        | 2014 |
| --------------- | ---- |
| Australian Open | 1R   |
| Roland Garros   | –    |
| Wimbledon       | –    |
| US Open         | –    |